# Izolacja – Jarocin
Izolacja – Jarocin S.A. – spółka akcyjna notowana na Giełdzie Papierów Wartościowych w Warszawie. Dysponuje ofertą wyrobów hydroizolacyjnych i uszczelniających dla budownictwa.
Podstawowy profil produkcji to: papy asfaltowe, dyspersyjne masy asfaltowe, masy na rozpuszczalnikach organicznych, kity budowlane trwale plastyczne, gonty asfaltowe.
Historia firmy sięga 1925 roku, kiedy to w Jarocinie założono Fabrykę Papy Dachowej, Destylacji Smoły i Wyrobów Cementowych Władysława Lewandowskiego.
Jako spółka giełdowa zadebiutowała 23 października 2007 roku.